# Institore
Nel diritto civile, l'institore è colui che ha la qualifica di dirigente preposto dal titolare all'esercizio di un'impresa commerciale.
La figura dell'institore è normata in Italia dal codice civile al libro V, articoli 2203 e seguenti: essa ha poteri di rappresentanza e dipende gerarchicamente direttamente dall'imprenditore, senza figure intermedie (art. 2203). La sua rappresentanza è esercitata sempre nei limiti dei poteri a lui conferiti dalla procura (art. 2204). La procura institoria non implica necessariamente l'insorgenza di un rapporto di lavoro subordinato, atteso che la procura può essere conferita in base ad un rapporto di varia natura.

## Poteri
Potere per l'institore è quello della rappresentanza commerciale che, a differenza della rappresentanza civile, discende da un fatto e non da un atto. Secondo l'articolo 1387 c.c. il potere di rappresentanza è conferito dalla legge ovvero dall'interessato; il potere dell'institore discende dal fatto stesso della preposizione.
L'institore può compiere tutti gli atti inerenti all'esercizio dell'impresa a cui è preposto, salve le limitazioni contenute nella Procura. Ha anche il potere di licenziare il personale. Tuttavia gli è preclusa la facoltà di alienare e ipotecare i beni immobili del preponente (art. 2204 c.c.). Questa limitazione può essere rimossa se vi è un'espressa autorizzazione da parte dell'imprenditore.
Egli può stipulare contratti anche in nome proprio, essendo sufficiente che il terzo sappia che il contratto che va stipulare riguarda l'impresa cui l'institore è preposto (rappresentanza sostanziale). Ha anche rappresentanza processuale, potendo stare in giudizio in nome del preponente per le obbligazioni dipendenti da atti compiuti nell'esercizio dell'impresa cui è preposto (art. 2204 c.c. e art. 77 c.p.c.).

## Obblighi
L'institore deve adempiere a tre obblighi fondamentali:
- insieme all'imprenditore titolare, deve secondo lo statuto dell'imprenditore commerciale curare le iscrizioni richieste dalla legge nel registro delle imprese;
- deve altresì tenere le scritture contabili (art. 2205 c.c.).
- deve infine dichiarare al terzo di rappresentare l'imprenditore.

L'adempimento di quest' obbligo è molto importante, in quanto se l'institore compie atti pertinenti all'esercizio dell'impresa per conto dell'imprenditore senza comunicarlo al terzo la legge sancisce la doppia responsabilità sia dell'institore che dell'imprenditore (art. 2208 c.c.).
Non essendo il soggetto cui l'attività di impresa è imputata ma un mero sostituto, l'institore non è soggetto al fallimento (è comunque soggetto alle medesime responsabilità penali dell'imprenditore ai sensi del d.lgs. 231/2001).

## Regime pubblicitario
Secondo l'art. 2206 c.c. la procura è assoggettata a pubblicità in quanto deve essere, con sottoscrizione autenticata del preponente, depositata per l'iscrizione presso il competente ufficio del registro delle imprese. In mancanza dell'iscrizione, la rappresentanza si reputa generale e le limitazioni di essa non sono opponibili a terzi. La procura può essere revocata o modificata (art. 2207 c.c.) con atto anch'esso da depositarsi per l'iscrizione nel registro delle imprese, anche se la procura non fu pubblicizzata.